# Jennifer Roberson
Jennifer Mitchell Robertson, conhecida como: Jennifer Roberson (nascida em 26 de outubro de 1953) é uma autora americana de fantasia e literatura histórica.